# Luigi Diberti
Luigi Diberti (Torino, 29 settembre 1939) è un attore e doppiatore italiano.

## Biografia
Dopo essersi diplomato all'Accademia d'arte drammatica "Silvio D'Amico" inizia a recitare a teatro in piccoli ruoli. Nel 1968 è scoperto da Luca Ronconi che gli affida la parte di Ruggero nella sua trasposizione teatrale dell'Orlando furioso di Ludovico Ariosto. Dagli anni settanta ad oggi partecipa a molti film e serie televisive (tra le quali La piovra 4 e La piovra 6, nel ruolo di Ettore Salimbeni).
Continua comunque una intensa attività teatrale grazie alla quale negli anni ottanta è stato uno degli attori più importanti del Piccolo Teatro di Giorgio Strehler. Ha lavorato per i registi Dario Argento, Cristina Comencini, Gabriele Muccino, Davide Ferrario, Lina Wertmüller, Michelangelo Antonioni, Pupi Avati, Ferzan Özpetek, Elio Petri e molti altri. Nel 2008 è nel cast di Tutti pazzi per amore e vi resta anche nella seconda stagione del 2010 e nella terza stagione, dal 2011 al 2012. 
Da un'idea di Diberti viene realizzato il monologo teatrale E.T. L'incredibile storia di Elio Trenta, con la sceneggiatura di Gianmario Pagano che Diberti stesso ha portato in scena in prima nazionale al Todi Festival 2021 e poi è diventato un libro per i tipi di Graphe.it edizioni.

## Filmografia

### Cinema
- I visionari, regia di Maurizio Ponzi (1968)
- Metello, regia di Mauro Bolognini (1970)
- La classe operaia va in paradiso, regia di Elio Petri (1971)
- Imputazione di omicidio per uno studente, regia di Mauro Bolognini (1972)
- Mimì metallurgico ferito nell'onore, regia di Lina Wertmüller (1972)
- Beau masque, regia di Bernard Paul (1972)
- Ritorno, regia di Gianni Amico (1973)
- La polizia incrimina, la legge assolve, regia di Enzo G. Castellari (1973)
- Tutto a posto e niente in ordine, regia di Lina Wertmüller (1974)
- Libera, amore mio!, regia di Mauro Bolognini (1975)
- La banca di Monate, regia di Francesco Massaro (1975)
- Sette note in nero, regia di Lucio Fulci (1977)
- Mogliamante, regia di Marco Vicario (1977)
- I nuovi mostri, regia di Dino Risi, episodio Tantum ergo (1977)
- L'ultimo sapore dell'aria, regia di Ruggero Deodato (1978)
- Il mistero di Oberwald, regia di Michelangelo Antonioni (1980)
- Storia d'amore, regia di Francesco Maselli (1986)
- Ultima estate a Tangeri (Dernier été à Tanger), regia di Alexandre Arcady (1987)
- Ultimo minuto, regia di Pupi Avati (1988)
- Il segreto, regia di Francesco Maselli (1990)
- Il caso Martello, regia di Guido Chiesa (1992)
- Magnificat, regia di Pupi Avati (1993)
- Amata immortale (Immortal Beloved), regia di Bernard Rose (1994)
- Poliziotti, regia di Giulio Base (1995)
- Nemici d'infanzia, regia di Luigi Magni (1995)
- La sindrome di Stendhal, regia di Dario Argento (1996)
- Va' dove ti porta il cuore, regia di Cristina Comencini (1996)
- Isotta, regia di Maurizio Fiume (1996)
- Roseanna's Grave, regia di Paul Weiland (1997)
- Sotto la luna, regia di Franco Bernini (1998)
- Guardami, regia di Davide Ferrario (1999)
- Tobia al caffè, regia di Gianfranco Mingozzi (2000)
- Si fa presto a dire amore, regia di Enrico Brignano e Bruno Nappi (2000)
- L'ultimo bacio, regia di Gabriele Muccino (2001)
- Emma sono io, regia di Francesco Falaschi (2002)
- Il trasformista, regia di Luca Barbareschi (2002)
- Poco più di un anno fa - Diario di un pornodivo, regia di Marco Filiberti (2003)
- Amorfù, regia di Emanuela Piovano (2003)
- Sei pezzi facili, regia di Daniele Basilio, episodio Le mani in faccia (2003)
- Tartarughe sul dorso, regia di Stefano Pasetto (2004)
- L'ultimo regalo, regia di Marcello Daciano – cortometraggio (2004)
- Saturno contro, regia di Ferzan Özpetek (2007)
- Come tu mi vuoi, regia di Volfango De Biasi (2007)
- Sanguepazzo, regia di Marco Tullio Giordana (2008)
- Il cadavere di vetro, regia di Massimiliano Palaia (2009)
- Scontro di civiltà per un ascensore a Piazza Vittorio, regia di Isotta Toso (2009)
- Abbraccialo per me, regia di Vittorio Sindoni (2016)
- La casa di famiglia, regia di Augusto Fornari (2017)
- Le verità, regia di Giuseppe Alessio Nuzzo (2017)
- Moglie e marito, regia di Simone Godano (2017)
- La croce e la stella, regia di Salvatore Lo Piano (2018)
- Nonostante la nebbia, regia di Goran Paskaljević (2019)
- Una relazione, regia di Stefano Sardo (2021)
- Trafficante di virus, regia di Costanza Quatriglio (2021)
- Alla vita, regia di Stéphane Freiss (2022)
- Il punto di rugiada, regia di Marco Risi (2024)
- Ennio Doris - C'è anche domani, regia di Giacomo Campiotti (2024)
- La vita accanto, regia di Marco Tullio Giordana (2024)
- Storia di una notte, regia di Paolo Costella (2025)

### Televisione
- La guerra di Troia non si farà, dramma di Jean Giraudoux, regia di Andrea Camilleri, trasmessa dal Secondo Programma il 3 gennaio 1968.
- Radici, dall'opera di Arnold Wesker, regia di Maurizio Scaparro, trasmesso il 5 novembre 1971.
- I demoni – miniserie TV (1972)
- L'allodola di Jean Anouilh, regia di Vittorio Cottafavi, trasmessa dal Secondo Programma il 16 marzo 1973.
- Ritorno – film TV (1973)
- La brace dei Biassoli, regia di Giovanni Fago – film TV (1975)
- Il Passatore, regia di Piero Nelli – miniserie TV (1977)
- Il filo e il labirinto – serie TV, episodio "Il sognatore" (1979)
- Turno di notte, regia di Paolo Poeti – miniserie TV (1981)
- Un uomo in trappola, regia di Vittorio De Sisti – miniserie TV (1985)
- Aeroporto internazionale 2 – serie TV (1987)
- La piovra – serie TV (1989-1992)
- Il commissario Corso – serie TV (1991)
- Il maresciallo Rocca 2 – serie TV (1998)
- Doppio segreto – miniserie TV (1998)
- Il mistero del cortile, regia di Paolo Poeti – film TV (1999)
- Don Matteo – serie TV, episodio 1x02 (2000)
- Il rumore dei ricordi, regia di Paolo Poeti – miniserie TV (2000)
- Padre Pio - Tra cielo e terra, regia di Giulio Base – miniserie TV (2000)
- San Giovanni - L'apocalisse, regia di Raffaele Mertes – miniserie TV (2002)
- Le ragioni del cuore, registi vari – miniserie TV (2002)
- Incompreso, regia di Enrico Oldoini – miniserie TV (2002)
- Part Time, regia di Angelo Longoni – film TV (2004)
- Amanti e segreti – serie TV (2004)
- Noi, regia di Peter Exacoustos – miniserie TV (2004)
- Un anno a primavera, regia di Angelo Longoni – miniserie TV (2005)
- Incantesimo – soap opera (2006)
- Caravaggio, regia di Angelo Longoni – miniserie TV (2007)
- Chiara e Francesco, regia di Fabrizio Costa – miniserie TV (2007)
- Tutti i rumori del mondo, regia di Tiziana Aristarco – film TV (2007)
- Einstein, regia di Liliana Cavani – miniserie TV,  episodio 1 (2008)
- Tutti pazzi per amore – serie TV, 51 episodi (2008-2012)
- Apparitions – miniserie TV (2009)
- Il tredicesimo apostolo - Il prescelto – serie TV, 12 episodi (2012-2014)
- Squadra antimafia 5 – serie TV, 9 episodi (2013)
- Fuoco amico TF45 - Eroe per amore – serie TV, 3 episodi (2016)
- I Medici (Medici: Masters of Florence) – serie TV, episodio 1x06 (2016)
- L'isola di Pietro 2 – serie TV (2018)
- Come una madre, regia di Andrea Porporati – miniserie TV (2020)
- Che Dio ci aiuti 6 – serie TV, episodi 6x02-6x04-6x16-6x17 (2021)
- La lunga notte - La caduta del Duce, regia di Giacomo Campiotti – serie TV, 6 episodi (2024)

## Doppiaggio

### Cinema
- Anthony Hopkins in Rebel Moon - Parte 1: Figlia del fuoco e Rebel Moon - Parte 2: la sfregiatrice (voce del robot Jimmy), Storia di Maria
- James Marcus in Arancia meccanica
- Juan Luis Galiardo in Tango
- Leonardo Sbaraglia in Salvador - 26 anni contro

### Televisione
- Ken Kercheval in Dallas (1ª voce)
- Donny Most in Happy Days  (st. 1-3, ep. 4x1-5, 5x23, st. 6-7)
- Gabe Kaplan in I ragazzi del sabato sera (st. 2-4)
- David Robb in Amleto